# La Lettre chargée (Labiche)
Pour les articles homonymes, voir La Lettre chargée.
La Lettre chargée est une pièce de théâtre (« fantaisie ») en un acte d'Eugène Labiche. Bien qu'elle ait été publiée en 1877 aux éditions Paul Ollendorff, on ne connaît pas sa date de composition. On ne sait pas non plus si elle a été représentée.

## Argument
Alors qu'elle doit épouser son cousin Hector de Courvalin, Hortense reçoit des lettres chargées (recommandées) d'un certain M. Fougasson, aventurier américain, qui lui déclare sa flamme. Si elle hésite encore à épouser son cousin, qui a la fâcheuse habitude de coincer des adverbes dans toutes ses phrases, Fougasson, lui, est prêt à épouser Hortense immédiatement car elle ressemble à Betsie, son épouse décédée. Un télégramme annonçant que Betsie a survécu à l'accident de chemin de fer vient résoudre tous les problèmes.

## Distribution
- Hortense, jeune veuve
- Francine, femme de chambre
- Fougasson, Américain
- Hector de Courvalin, substitut